# Maytenus abbottii
Maytenus abbottii es una especie de planta de flores perteneciente a la familia  Celastraceae. Es endémica de Sudáfrica. Está considerada  en peligro de extinción por pérdida de hábitat. 

## Descripción
Es un pequeño árbol gregario que crece en lugares húmedos como zonas inundables en las tierras bajas costeras de selvas. Hay una pequeña población en la frontera de KwaZulu-Natal y Provincia Oriental del Cabo.

## Taxonomía
Maytenus abbottii  fue descrita por Abraham Erasmus van Wyk y publicado en South African Journal of Botany 3(2): 115 (1984).
Etimología
Maytenus: nombre genérico de  maiten, mayten o mayton, un nombre mapuche para la especie tipo Maytenus boaria.
abbottii: epíteto otorgado en honor del botánico Edwin Kirk Abbott (1840-1918).